# Уйжанув
Уйжанув (пол. Ujrzanów) — село в Польщі, у гміні Седльці Седлецького повіту Мазовецького воєводства.
Населення — 767 осіб (2011).
У 1975-1998 роках село належало до Седлецького воєводства.

## Демографія
Демографічна структура станом на 31 березня 2011 року:
|          | Загалом | Допрацездатний вік | Працездатний вік | Постпрацездатний вік |
| -------- | ------- | ------------------ | ---------------- | -------------------- |
| Чоловіки | 379     | 95                 | 247              | 37                   |
| Жінки    | 388     | 87                 | 224              | 77                   |
| Разом    | 767     | 182                | 471              | 114                  |